# Mahdí Tagáví
Mahdí Sádiq Taqáví (Takaví) Kirmání (persky مهدى صادق تقوى كرمانى‎) nebo (anglicky Mehdi Taghavi), (* 20. února 1987 v Savádkúhu, Mázandarán, Írán) je íránský zápasník volnostylař. Připravuje se v Sárí pod vedením Qoláma Mohamedího. V roce 2008 startoval na olympijských hrách v Pekingu jako dvojnásobný juniorský mistr světa a vypadl ve druhém kole. V roce 2012 odjížděl na olympijské hry v Londýně jako úřadující mistr světa, ale nezvládl zápas prvního kola proti Kubánci Livánu Lópezovi a skončil hluboko v poli poražených.